# Tetragnatha makiharai
Tetragnatha makiharai este o specie de păianjeni din genul Tetragnatha, familia Tetragnathidae, descrisă de Okuma, 1977. Conform Catalogue of Life specia Tetragnatha makiharai nu are subspecii cunoscute.

## Galerie

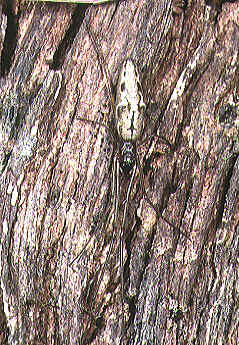
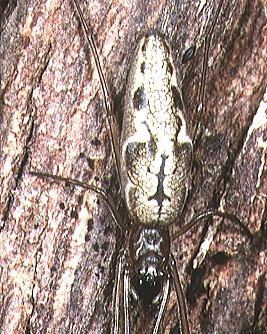
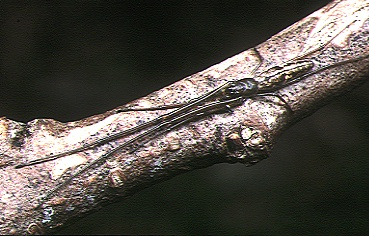
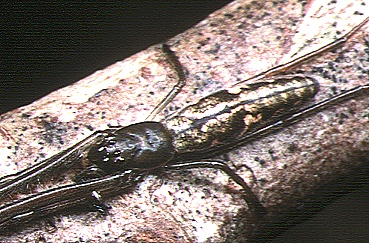